# Karl Ferdinand Sohn

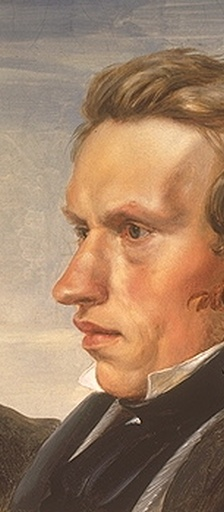
Karl Ferdinand Sohn, aus einem Gruppenbild von Julius Hübner, 1839

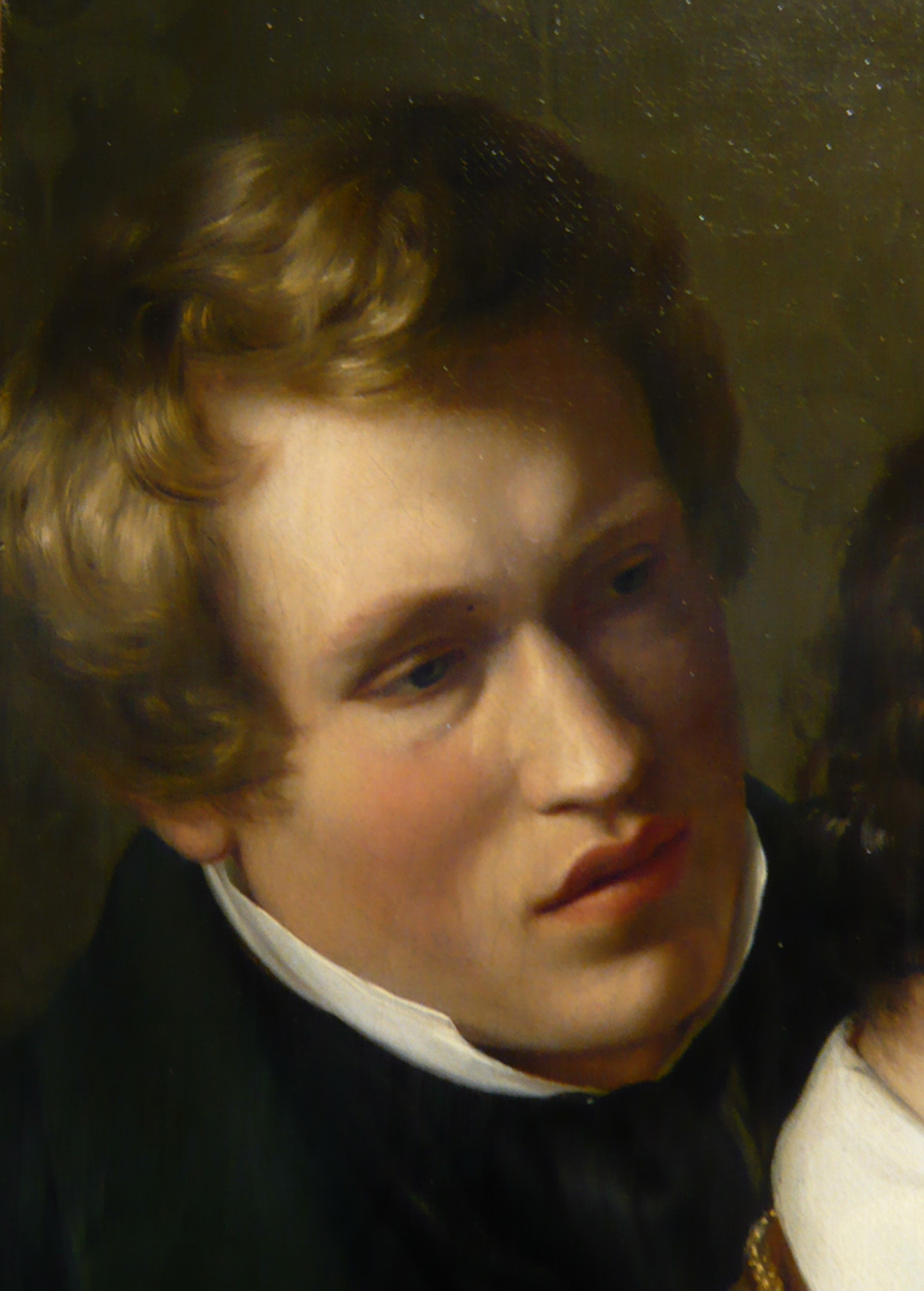
Theodor Hildebrandt: Karl Ferdinand Sohn, Ausschnitt aus dem Gruppenbild Der Schadow-Kreis, 1830/1831

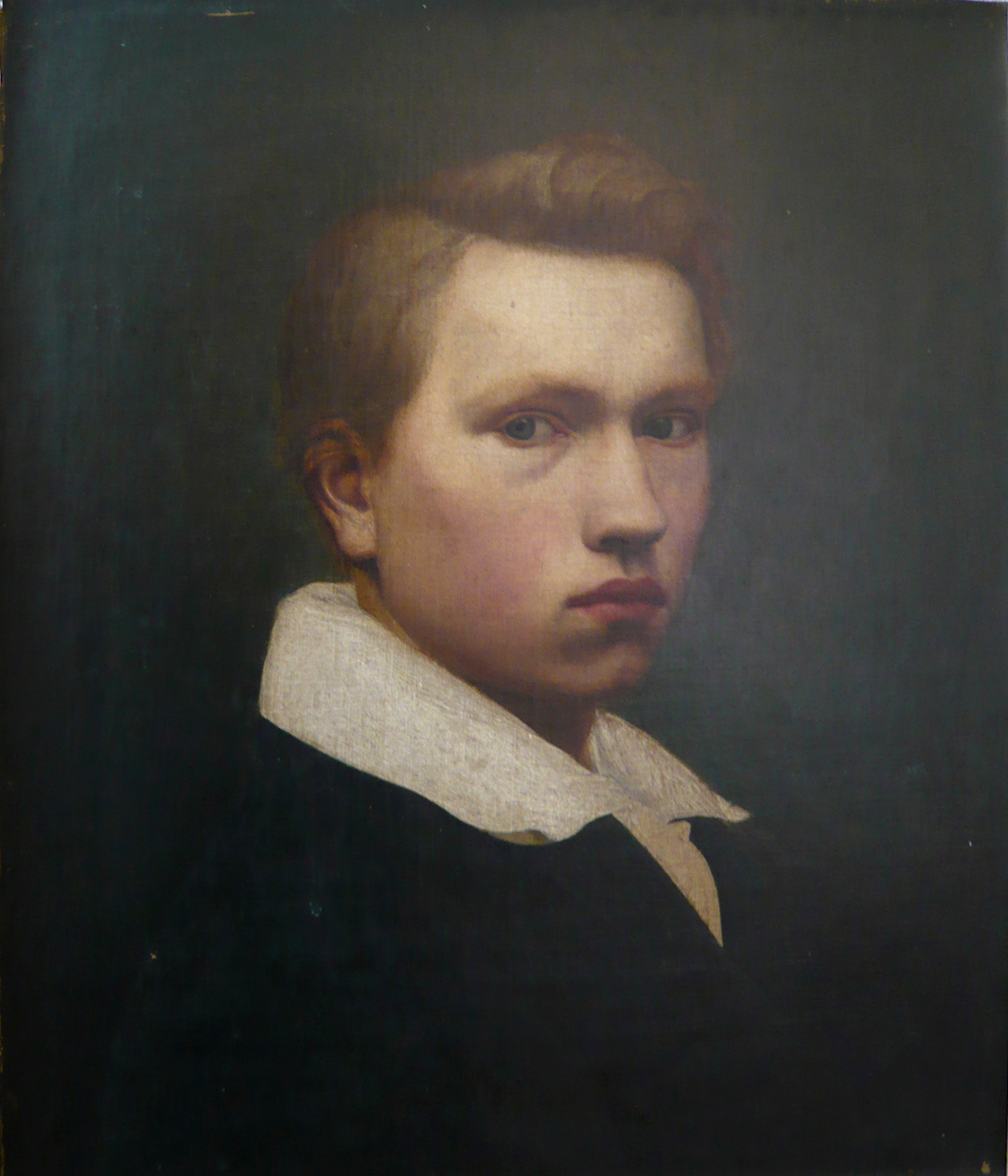
Selbstporträt von Karl Ferdinand Sohn im Alter von 16 Jahren, 1821

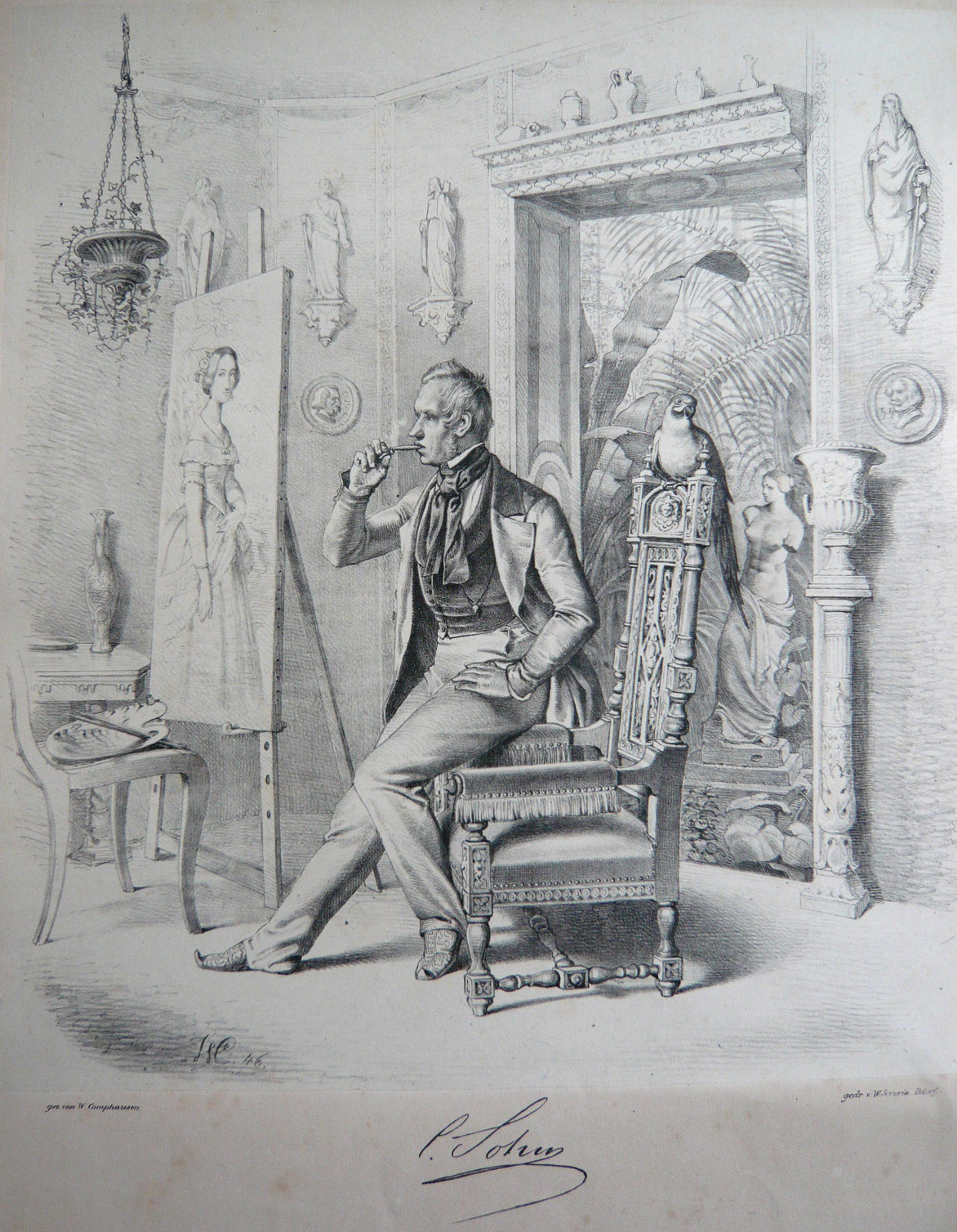
Karl Ferdinand Sohn in seinem Atelier, Illustration von Wilhelm Camphausen, 1846

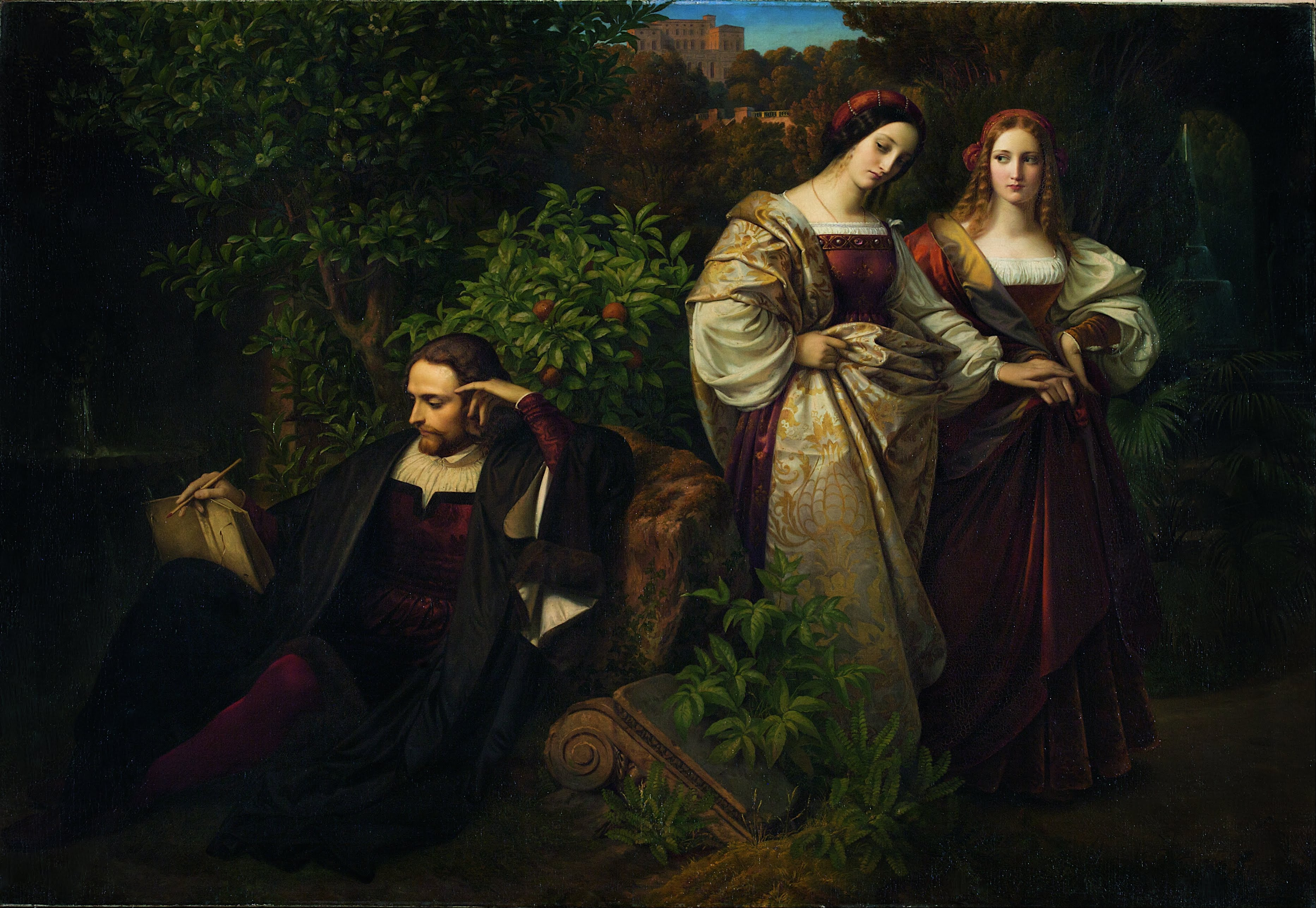
Torquato Tasso und die beiden Leonoren, 1839

Karl (Carl) Ferdinand Sohn (* 10. Dezember 1805 in Berlin; † 25. November 1867 in Köln; auch C. Sohn d. Ä.) war ein deutscher Maler.

## Leben
Seine Eltern waren Johann Samuel Sohn und Louise, geborene Gendrich, beide aus Prenzlau in der Uckermark. Mit 14 Jahren wurde Sohn Schüler an der Kunstakademie in Berlin. Nachdem er sämtliche Klassen absolviert hatte, wechselte Sohn in das Privatatelier von Wilhelm von Schadow. Zusammen mit Eduard Bendemann, Christian Köhler, Heinrich Mücke folgte Sohn Schadow 1827 nach Düsseldorf an die dortige Kunstakademie.
Bereits sein erstes in Düsseldorf vollendetes Gemälde Rinaldo und Armida (1828), welches in der ersten Ausstellung des Kunstverein für die Rheinlande und Westfalen 1829 gezeigt wurde, trug ihm Bewunderung ein. Auf der Kunstausstellung in Berlin 1830 wurde das Bild Der Raub des Hylas von den Kritikern positiv hervorgehoben.
Er unternahm Studienreisen nach Holland und Belgien; zusammen mit der Familie Eduard Bendemann, Theodor Hildebrandt und der Familie Julius Hübner begleitete er Schadow 1830 nach Rom. In Italien blieb Karl Ferdinand Sohn bis 1831. Die dort besichtigten Kunstwerke, das Studium der „venezianischen Meister“, der Zauber des Südens waren wirkmächtig und lenkten seine eigenen Werke in eine romantische Richtung.
Für seine ersten Gemälde fand Sohn die Sujets in der Antike, aber er thematisierte auch Werke der Literatur, darunter Das Bad der Diana (1833) für Friedrich Wilhelm III. von Preußen, Die beiden Leonoren (1834) erste Fassung nach Johann Wolfgang von Goethes Torquato Tasso, Das Urteil des Paris (1836) und Romeo und Julia (1836) nach William Shakespeare. Ferner entstanden Figurenbilder, die nicht auf literarischen Vorlagen fußten, wie Die Lautenspielerin (1832) und Die beiden Schwestern. Die Zahl seiner Historienbilder war jedoch nicht groß und reichte nur bis 1853, da er stark durch die Porträtmalerei und seine Lehrtätigkeit in Anspruch genommen wurde.

„Sein besonderes technisches Talent überwog das seiner Mitschüler wie das des Lehrers selbst und gleich in seinen ersten Bildern zeigt er sich im Verhältniß zu den Genossen als einen Virtuosen in der Behandlung. […] Schöne Mädchen und Jünglinge, reizende Weiber in aller Pracht eines üppigen Daseins, in ruhigen Situationen, sind die Gegenstände seiner Gemälde, […] Schon in seinen ersten Bildern überwand S. die größten Schwierigkeiten der Malerei, er bewährte sich als Meister in der Darstellung des Nackten, als Fleischmaler ersten Ranges. S. war vor allem Colorist, Colorist im Sinne Tizian’s, jedoch kein Nachahmer dieses Meisters, seine Darstellungsweise ist ihm ganz eigenthümlich.“

1832 übertrug ihm Schadow an der Kunstakademie Düsseldorf die Stellvertretung für Heinrich Christoph Kolbe, Carl Friedrich Lessing hatte die Vertretung im Antikensaal abgelehnt. 1833 wurde Rudolf Jordan, der aus Berlin kam, sein Schüler. Im selben Jahr wurde Sohn Mitglied der Preußischen Akademie der Künste in Berlin. Mit der 1838 erfolgten Ernennung zum Professor übernahm er bis 1855 den Antikensaal sowie eine Malklasse und die Vorbereitungsklasse.
Danach ließ er für vier Jahre seine Amtsgeschäfte an der Akademie ruhen, sprang jedoch 1859 für den erkrankten Schadow ein und leitete bis zu seinem Tod eine Malklasse.
Die Düsseldorfer Malerschule, anfänglich geprägt von Peter von Cornelius und Wilhelm von Schadow, gab der Historien- und Monumentalmalerei den Vorrang. Sohns Einfluss auf die Düsseldorfer Malerschule ist nicht gering zu schätzen. Er war als Lehrer von ungemeiner Wirksamkeit: Fast sämtliche Künstler der Düsseldorfer Schule waren kürzere oder längere Zeit seine Schüler, und die ausgebildete Technik der Düsseldorfer Schule ist wesentlich seiner Lehre zu verdanken. Er stand bei seinen Schülern in höchstem Ansehen, und seine Korrekturen waren mehr als die aller andern Lehrer geschätzt, denn sie waren immer kurz und treffend und auf das charakteristisch Wichtige hinweisend. Einer seiner wichtigsten Schüler war unter anderen Anselm Feuerbach.
Nachgeahmt hat ihn keiner seiner Schüler, denn sie hatten sich unter seiner Leitung sehr verschiedenartig ausgebildet. Außer den akademischen Klassen mit Studenten hatte Sohn noch ein Atelier, in dem er im Laufe der Jahre auch zahlreiche Privatschülerinnen unterrichtete, darunter Amalie Bensinger, Julie von Egloffstein, Emma Elwin (geb. Neussel), Sara Hendriks, Jenny Eckhardt, Herminia Borchard, Christine Höffler, Minna Japha, Elisabeth Jerichau-Baumann, Wilhelmina Lagerholm, Luise von Martens, Amalie Murtfeldt, Sofie Ribbing, Auguste Schepp, Antoinette „Tony“ Schnitzler, die Tochter von Anton Schnitzler, Johanna Unger, Marie Wiegmann, Clara von Wille, Louise Wüste, Minna Ziel sowie die mittels Künstlerlexika nicht genauer nachweisbaren Damen von Alvensleben und von Schulte. Unter seinen Privatschülern hatten sich besonders ausgezeichnet sein Neffe und Schwiegersohn Wilhelm Sohn und Ludwig des Coudres. Auch Prinz Carl zu Wied-Neuwied und der anglo-irische Parlamentsabgeordnete John Leslie waren seine Schüler.
Als Mensch genoss Sohn höchste allgemeine Achtung und führte seinen Haushalt im großen Stil. Er hatte ein ruhiges, festes Wesen mit Schlichtheit und Liebenswürdigkeit. Seine Fähigkeit zum Ausgleich sicherte Sohn neben seinem hohen malerischen Können eine nachhaltige, schulbildende Wirkung. Seine höchste Kunst entfaltete sich in den weiblichen Bildnissen. Die Fähigkeit zu einem empfindsam-sinnlichen Naturalismus trug Sohn zahlreiche Porträtaufträge mit Auftraggebern aus der Aristokratie und dem aufstrebenden Großbürgertum bis nach Russland und den USA ein. Dies forderte in seinen letzten Jahren seine ganze Kraft. Unter den zahlreichen Bildnissen sind nur einige zu nennen: Stephanie von Hohenzollern-Sigmaringen, Sophie Eugenie Freifrau von Mumm, Adelheid Marie von Anhalt-Dessau, Prinzessin von Croy, Charlotte von Reutern, Frau Marie Antoinette Stein (geb. Jung, Schwiegermutter von Cornelius Wilhelm von Heyl), Antolka Hogée (1820–1896), Frau seines Freundes und Komponisten Hiller in Köln, die Frau von Paul von Joukowsky, die Frau von Wilhelm Joest in Köln, die Frau von Theodor von Bunsen, Mathilde Wesendonck, deren Mutter Johanna Luckemeyer, seine Schülerin Marie Wiegmann und seine von ihm selbst sehr geschätzte Ehefrau Emilie Auguste.

„Dieselben sind von außerordentlicher Schönheit und Anmuth, er wußte ihnen einen wahrhaften Adel der Erscheinung zu geben, er sah die Natur von ihrer schönsten Seite. Denn man kann S. durchaus nicht als einen Idealisten nach vorgefaßtem Schema bezeichnen, es fehlt auch seinen idealen Gestalten nie die individuelle Charakteristik, doch ist die Erscheinung in seiner Darstellung gewissermaßen über sich selbst erhoben und alles unschöne, zufällige, kleinliche von ihr abgestreift. Weniger Erfolg hatte er mit männlichen Bildnissen, in welchen seine Darstellungsweise immer etwas weich erscheint.“

1840 ließ Karl Ferdinand Sohn in Düsseldorf vom Architekten Rudolf Wiegmann, dem Gatten seiner Schülerin Marie Wiegmann, ein freistehendes Doppelhaus in der Klosterstraße 23–25 (vor 1870: Pfannenschoppenstraße 33) bauen. Die zweite Hälfte bewohnte Johann Wilhelm Schirmer und ab 1846 die Familie Wiegmann. Bei der Einweihung des Hauses von Karl Ferdinand Sohn am 31. Dezember 1844 trug Rudolf Wiegmann ein Gedicht vor. Dieses Haus hatte eine in Freskotechnik bemalte Fassade. Das Doppelhaus besteht nicht mehr. Ihre unmittelbaren Nachbarn in der Pfannenschoppenstraße 35 waren in ihrer Düsseldorfer Zeit Alwine und Adolph Schroedter.

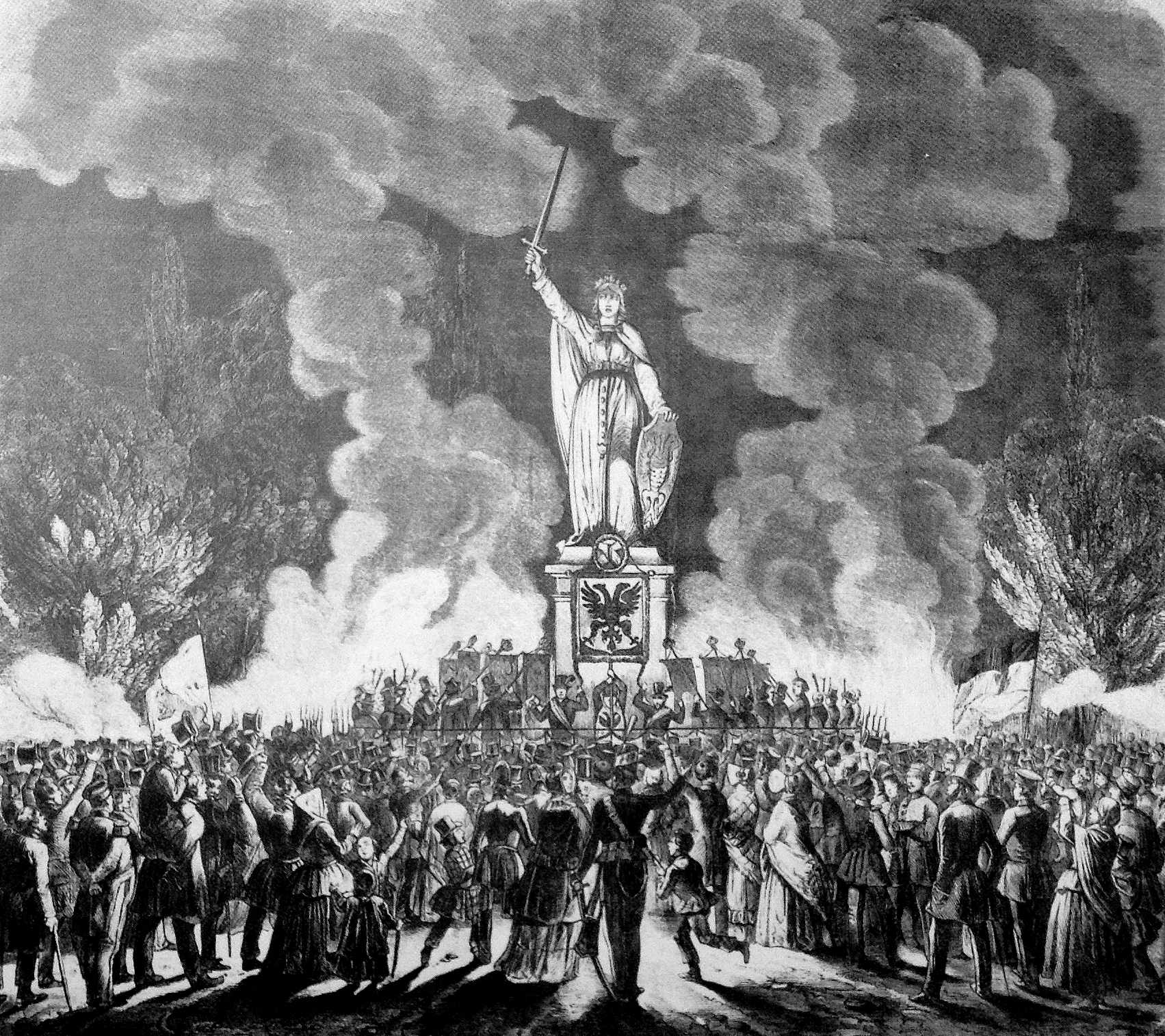
Germania-Figur auf dem heutigen Grabbeplatz in Düsseldorf

Karl Ferdinand Sohn war eng verflochten mit dem kulturellen und politischen Leben Düsseldorfs. Während der als Märzrevolution bezeichneten Unruhen im Jahr 1848, die zur deutschen Nationalversammlung und damit zur Feststellung der Verfassung führten, beteiligte sich auch Karl Ferdinand Sohn an den politischen Diskussionen. So fand am 6. August 1848 das vom Düsseldorfer „Verein für demokratische Monarchie“ ausgerufene „Fest der deutschen Einheit“ statt, zu denen Maler und Bildhauer mit ihrer künstlerischen Gestaltung beitrugen. Sohn entwarf die (dann von Dietrich Meinardus ausgeführte) Germania-Figur aus Holz, Pappe und Leinwand, mit erhobenem Schwert in ihrer Rechten, fünfzehn Fuß hoch.
In der Begeisterung für die nationalen Ideale wurde noch am selben Abend im Rahmen der Feierlichkeiten die Künstlervereinigung Malkasten gegründet. Sohn gehörte mit weiteren Akademieprofessoren und Malern zu den Gründungsmitgliedern.
Clara Schumann schenkte ihrem Mann zu Weihnachten 1853 ein von Karl Ferdinand Sohn gemaltes Porträt. Sohn gehörte im September 1850 zu dem Empfangskomitee, das die Schumanns bei ihrer Ankunft in Düsseldorf begrüßte.
Am 25. November 1867, im Alter von nahezu 62 Jahren, starb Karl Ferdinand Sohn während eines Besuchs bei seinem Freund Ferdinand von Hiller in Köln an einem Gehirnschlag.

## Ehrung
Die Sohnstraße im Düsseldorfer Stadtteil Düsseltal wurde nach Karl Ferdinand Sohn benannt.

## Familie

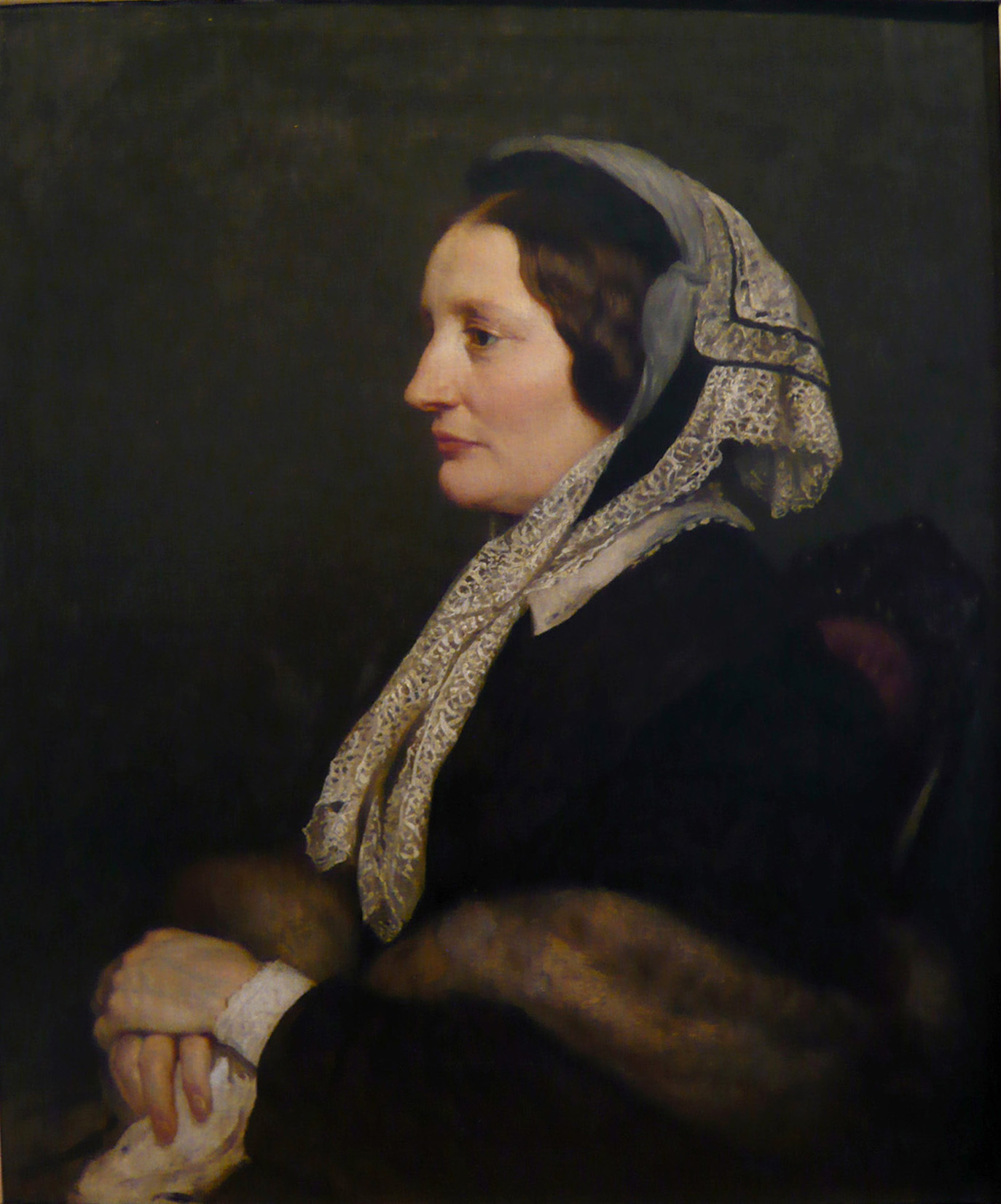
Emilie Auguste, 1867

Karl Ferdinand Sohn heiratete am 18. Januar 1834 in Düsseldorf Emilie Auguste (1805–1884), eine Tochter des Friedrich Carl Ludwig von Mülmann (1775–1857), Oberforstmeister zu Düsseldorf und der Johanne Sophie Luise (1779–1815), geb. Hartig, eine Schwester des Forstwissenschaftlers Georg Ludwig Hartig. Deren jüngste Schwester Sophie Pauline (1811–1863) war verheiratet mit dem Maler Rudolf Jordan. Der Bruder seiner Frau war der Düsseldorfer Regierungsrat Otto von Mülmann.
Sie hatten fünf Kinder. Seine Söhne waren die Porträt- und Genremaler Paul Eduard Richard Sohn (1834–1912) und Carl Friedrich Rudolph Sohn. Letzterer heiratete Else Sohn-Rethel (1853–1933), die Tochter des Malers Alfred Rethel. Clara, die älteste Tochter, war mit dem Musikdirektor und Komponisten Albert Dietrich verheiratet. Der Maler Wilhelm Sohn war sein Neffe und Schüler und heiratete seine jüngste Tochter Emilie; so wurde der Neffe auch zum Schwiegersohn. Die Tochter Marie heiratete den Maler Karl Hoff.

## Meisterschülerinnen und Meisterschüler
- Anselm Feuerbach
- Marie Wiegmann
- Amalie Bensinger
- Elisabeth Jerichau-Baumann
- Heinrich Ludwig Philippi
- Clemens Bewer
- Luise von Martens

## Werke

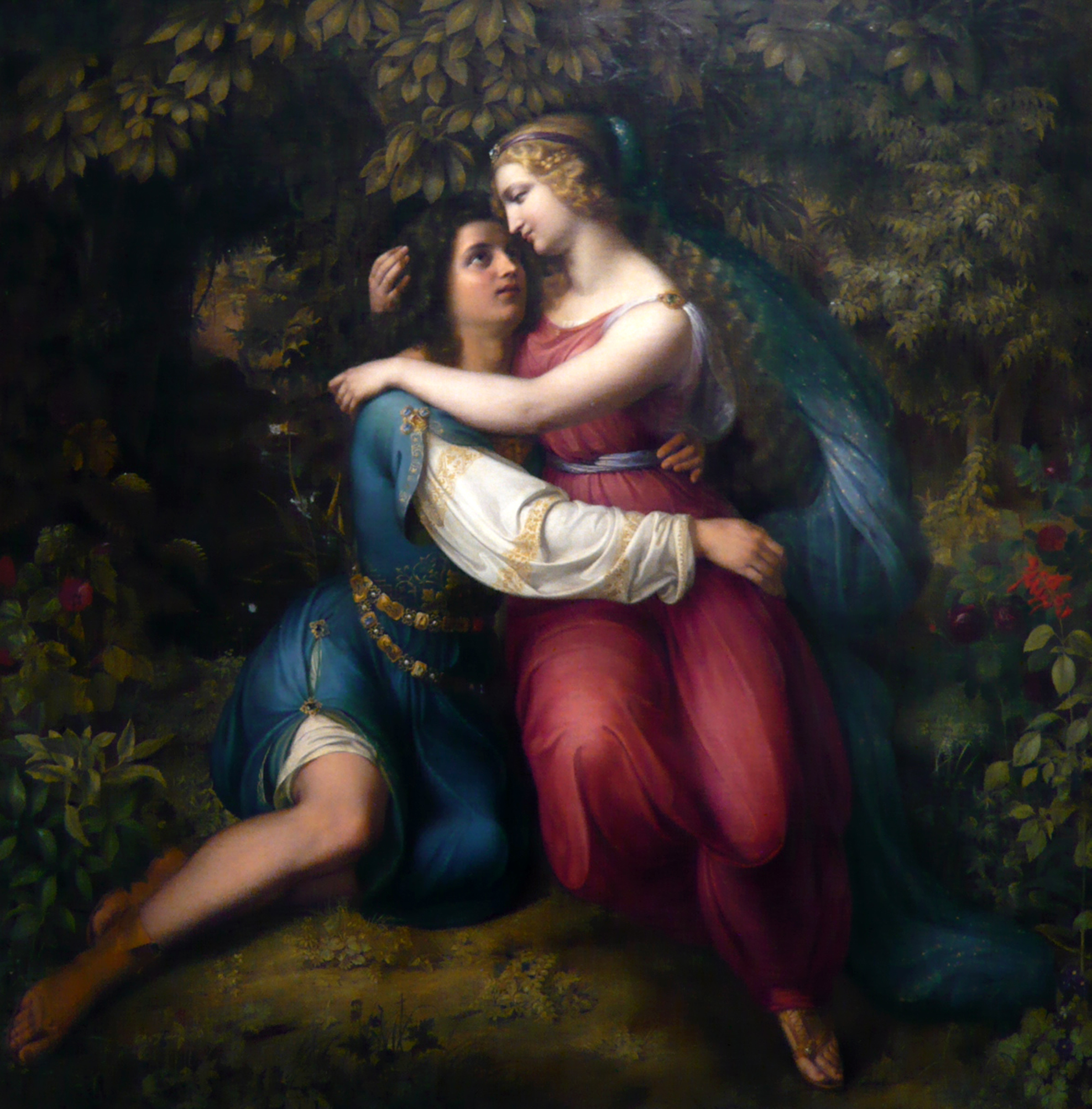
Rinaldo und Armada, 1828
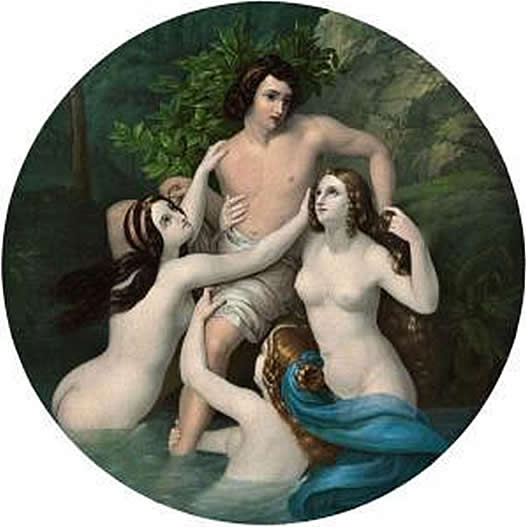
Der Raub des Hylas, 1830
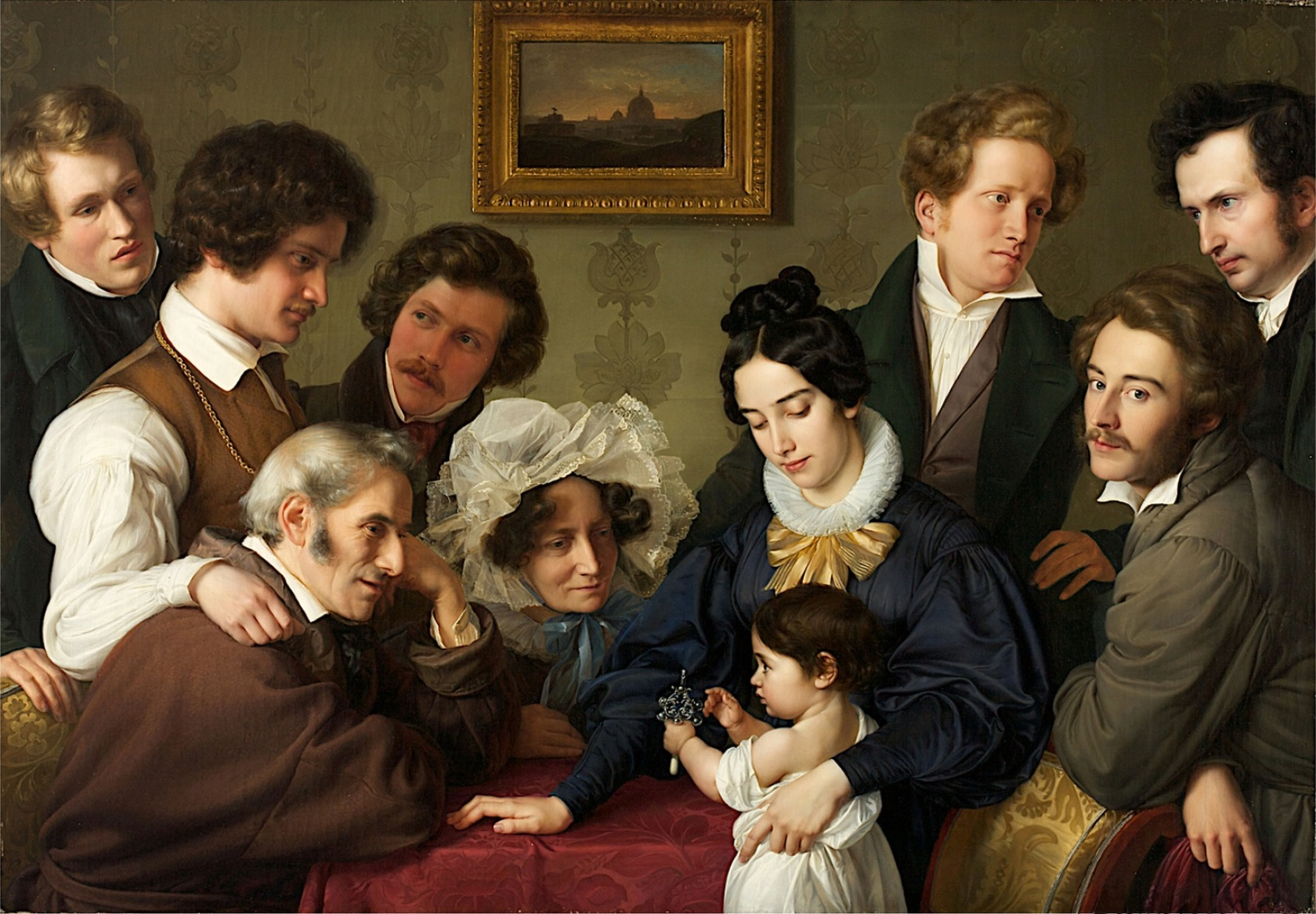
Der Schadow-Kreis (Die Familie Bendemann und ihre Freunde), 1830/1831
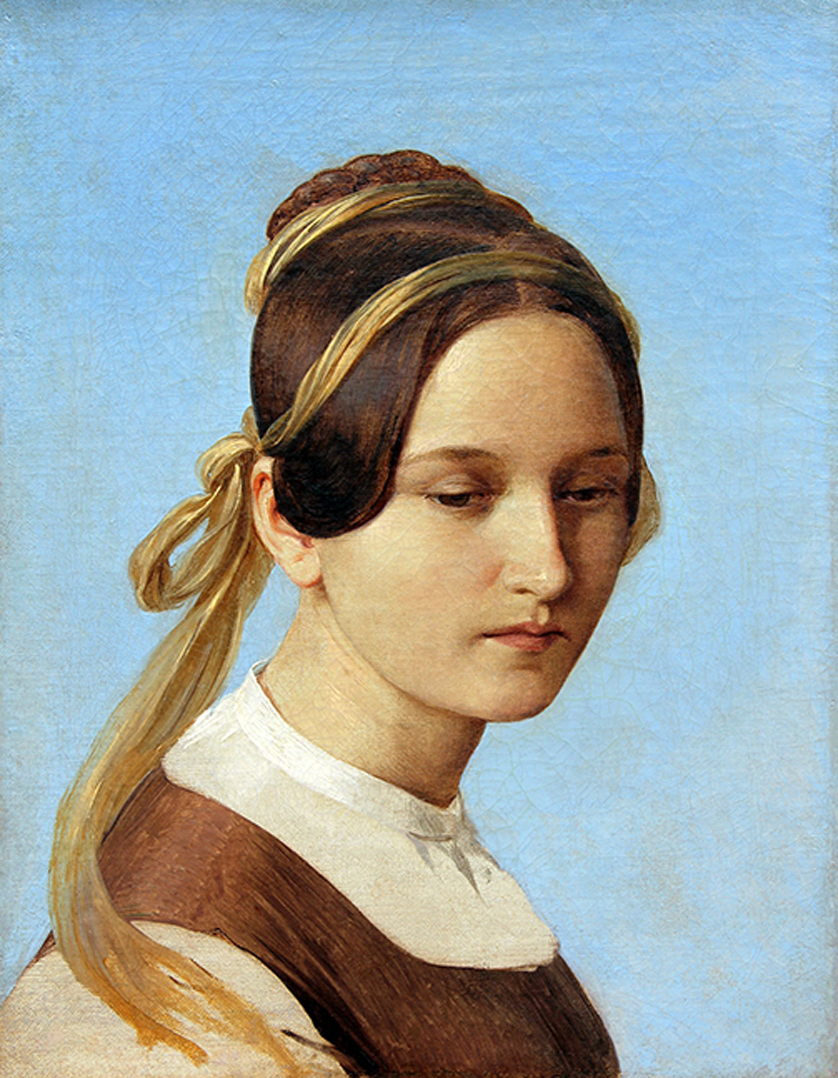
Studie Enttäuschte Liebe, 1836
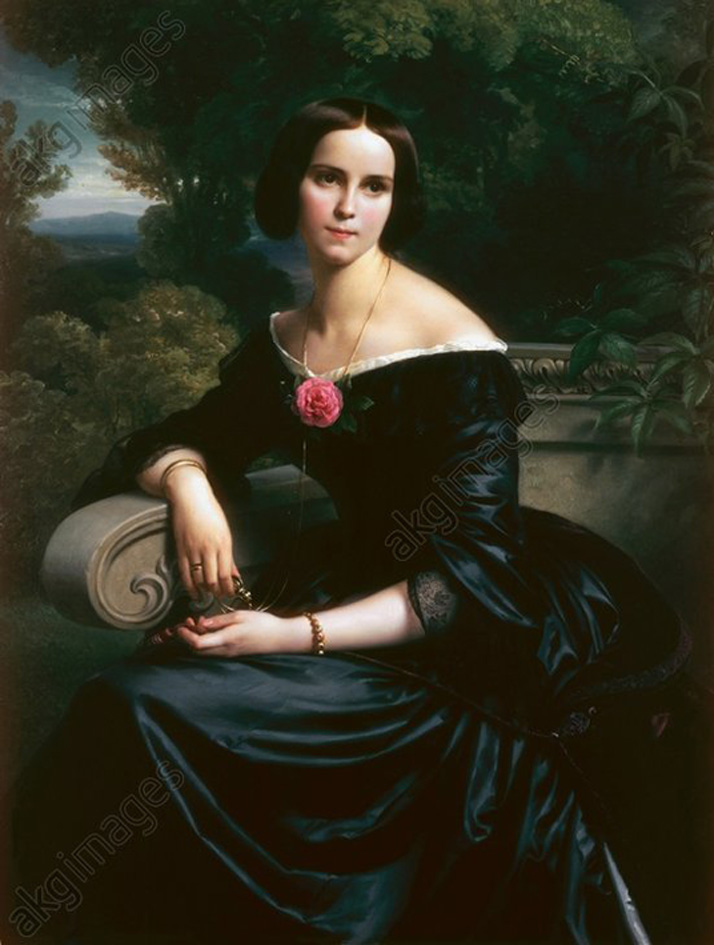
Sophie Eugenie Freifrau von Mumm, 1844
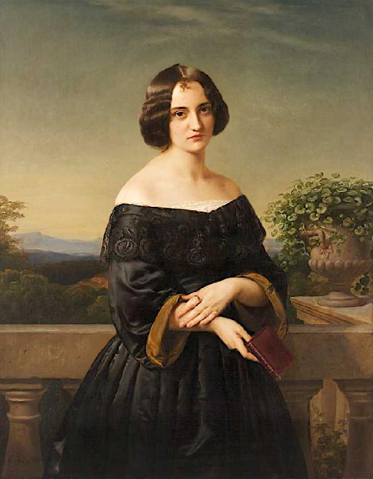
Marie Wiegmann, 1845
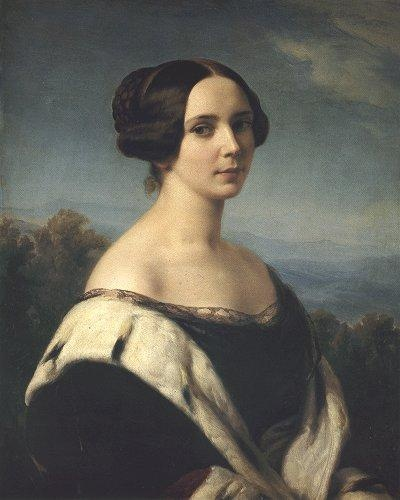
Marie Antoinette Stein, 1847
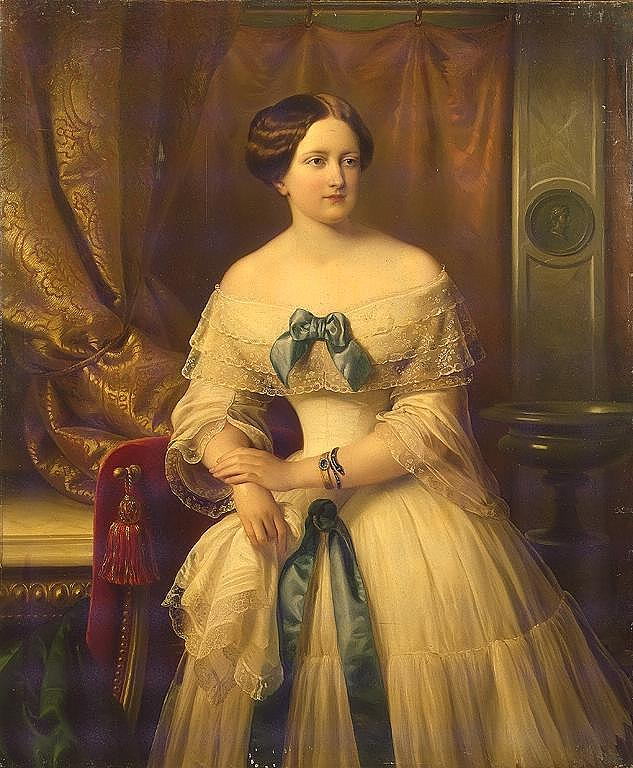
Maria Michailowna Romanowa, 1847
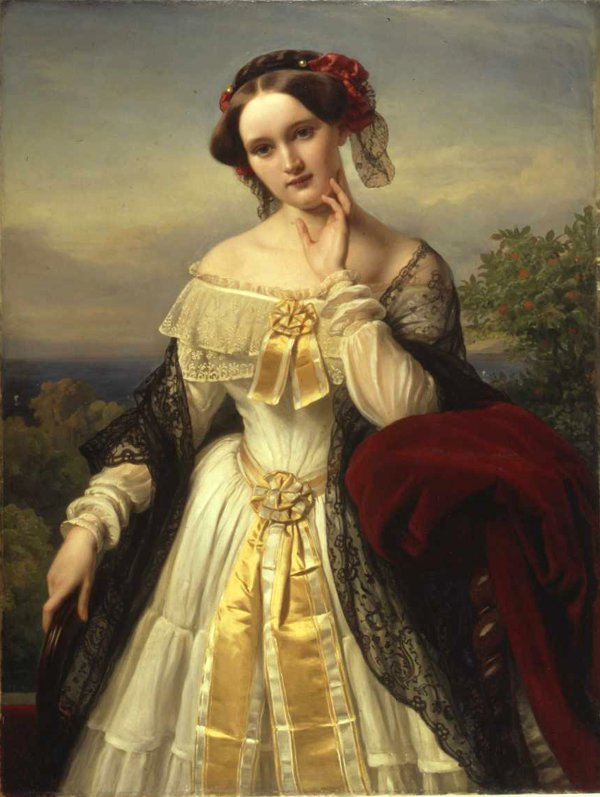
Mathilde Wesendonck, 1850
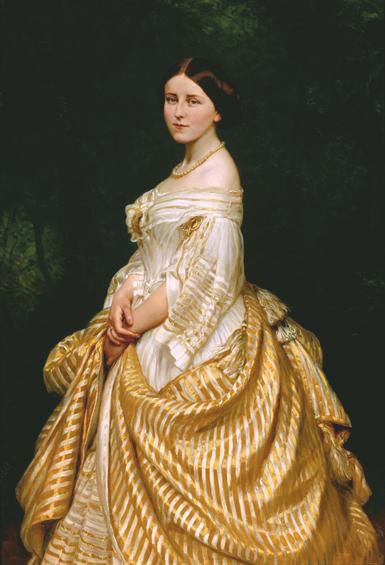
Stephanie von Hohenzollern-Sigmaringen, 1860

- Rinaldo und Armida, nach 1828 (Museum Kunstpalast, Düsseldorf)
- Der Raub des Hylas 1830 (1876 überwiesen aus Kaiserlichem Besitz, 1934 nachinventarisiert. 1945 im Flakturm Zoo verschollen)[14]
- Der Schadow-Kreis (Die Familie Bendemann und ihre Freunde), Kollektivarbeit von Eduard Bendemann, Theodor Hildebrandt, Julius Hübner, Wilhelm von Schadow und Karl Ferdinand Sohn, 1830–31 (Museum Kunstpalast, Düsseldorf)
- Die Lautenspielerin, 1832 (Nationalgalerie, Berlin)
- Die beiden Schwestern 1832
- Das Bad der Diana, 1833 (Diana mit drei ihrer Nymphen im Bade, den Aktäon zurückweisend, verschollen)[15]
- Die beiden Leonoren, 1834 (erste Fassung)
- Diana und Aktäon
- Romeo und Julie, 1836
- Die beiden Leonoren, 1836 (Rheinisches Landesmuseum, Bonn)[16]
- Study for Disappointed Love, 1836
- Das Urteil des Paris, 1836
- Die vier Jahreszeiten
- Tasso und die beiden Leonoren, 1839 (Museum Kunstpalast, Düsseldorf)[17]
- Donna Diana (Szene aus dem Lustspiel von Moreto), 1840 (Museum am Augustusplatz, Leipzig, durch Bombenangriff am 4. Dezember 1943 vernichtet)[18]
- Marie Wiegmann, 1843 (Museum Kunstpalast, Düsseldorf)
- Elisabeth von Joukowsky, geb. von Reutern, 1843 (Museum Kunstpalast, Düsseldorf)
- Charlotte von Wulf, geb. von Reutern, Tochter von Gerhardt Wilhelm von Reutern, 1844 (Museum Kunstpalast, Düsseldorf)
- Sophie Eugenie Freifrau von Mumm, geborene Lutteroth, Gattin des Alfons Mumm von Schwarzenstein, 1844
- Anna Christina Dorothea Klotz, 1845 (Städel, Frankfurt am Main)
- Johann Carl Klotz, 1845 (Städel, Frankfurt am Main)
- Carl Friedrich Lessing, 1847 (Museum Kunstpalast, Düsseldorf)
- Christian Köhler, 1847 (Museum Kunstpalast, Düsseldorf)
- Porträt von Carl Friedrich Lessing, 1847 (Malkasten Künstlerverein Archiv, Düsseldorf)
- Amalie Elisabeth Suermondt, geborene Cockerill (1815–1859), Gattin von Barthold Suermondt, 1948 (Suermondt-Ludwig-Museum, Aachen)[19]
- Katharina Adelaide Stein, 1849 (Dauerleihgabe aus Privatbesitz, Stadtmuseum Köln)
- Der Komponist Ferdinand von Hiller, 1849 (Wallraf-Richartz-Museum, Köln)
- Bildnis eines Mädchen mit Rose, (Staatliche Kunsthalle, Karlsruhe)
- Josephine Bel, 1850 (Stadtmuseum Köln)
- Mathilde Wesendonck, 1850 (Stadtmuseum Bonn)
- Henry Ritter, (sein Schüler), 1850 (Stadtmuseum Düsseldorf)
- Malvine Backhausen (geb. Schleiden), 1850 (Stadtmuseum Düsseldorf)
- Margarethe Roesberg, um 1850 (Westfälisches Landesmuseum, Münster)
- Betsy Gude, 1851, Porträt der Frau des Malers Hans Fredrik Gude (seit 2019 im Museum Kunstpalast)[20]
- Johanna Luckemeyer, 1851 (Stadtmuseum Bonn)
- Diana im Bade mit ihren Nymphen, 1852[21]
- Loreley, 1853
- Elise von Mevissen, Gattin von Gustav von Mevissen, 1853 (Wallraf-Richartz-Museum, Köln)
- Clara Schumann, 1853 (zerstört)
- Maria Reichsgräfin von Spee, geb. von Galen, 1854 (Stadtmuseum, Düsseldorf)
- Damenbildnis, 1855 (Städtisches Museum Flensburg)
- Jan Jacob van Braam, 1856[22]
- Catharina Theodora Baud, Gattin von Jan Jacob van Braam, 1856[23]
- Stephanie Königin von Portugal, 1859[24]
- Carl Windscheid, Direktor der Köln-Mindener Eisenbahn, 1863 (Wallraf-Richartz-Museum, Köln)[25]
- Eduard Kühlwetter, 1865 (Kölnisches Stadtmuseum)[26]
- Elisabeth Freifrau von Gleichen-Russwurm, 1866